# Team SII 7th Stage「心的旅程」公演
Team SII 7th Stage「心的旅程」公演是SNH48的剧场公演，此套公演同時也是SNH48的首套原創公演，由Team SII演繹。

## 概要
《心的旅程》是SNH48历史上首场原创公演。《心的旅程》是SNH48制作团队在2016年为Team SII全力打造出的首套原创新公演。在音乐制作上根据Team SII的特点加入了更多元化风格的尝试，带来全新的音乐体验。此次公演作为SNH48史上首场原创音乐公演，更是代表SNH48迈向一个新阶段的开始。
不同于AKB48的剧场公演作词由秋元康一人担纲，自这一部公演开始，SNH48所有的曲目由多名作词人共同写作。

## 公演曲目
前座曲
1. 馬上出發

公演曲
1. overture (SNH48 ver.)
2. 心的旅程
（作词：淺紫　作曲：淺紫　编曲：谢维）
3. 時差密碼
（作词：小7　作曲：ASPJ　编曲：ASPJ）
4. 小宇宙
（作词：浅紫　作曲：鸭毛　编曲：鸭毛）
5. 蒙娜麗莎沒有自拍照
（作词：浅紫　作曲：姜帆　编曲：谢维）
6. 好友創可貼
（作词：鸭毛　作曲：鸭毛　编曲：戴浪）
7. 地平線
（作词：浅紫　作曲：林从胤　编曲：刘兴华\杨任衔）
8. 下一站是你
（作词：浅紫　作曲：林从胤　编曲：谢维）
9. 新世界
（作词：小7　作曲：鸭毛　编曲：阿聪）
10. 降落傘
（作词：浅紫　作曲：姜帆　编曲：谢维）
11. 狂歡亞馬遜
（作词：鸭毛　作曲：鸭毛　编曲：刘兴华\杨任衔）
12. 羅馬假日
（作词：小7　作曲：ASPJ　编曲：ASPJ）
13. 紐約夢
（作词：张欣瑜　作曲：林从胤　编曲：林祐睿\杨任衔）
14. 月光下
（作词：周富坚、浅紫　作曲：周富坚　作曲：鸭毛）
15. 潮流冠軍
（作词：芮英杰、浅紫　作曲：芮英杰　编曲：刘衍霖）
16. 青春號角
（作词：陈立志　作曲：姜帆　编曲：谢维）
17. 我的舞臺
（作词：甘世佳　作曲：ASPJ　作曲：ASPJ）

### SHY48 Team SIII 1st Stage「心的旅程」公演
- 前座曲改为《好心情》。

## SNH48 Team SII 7th Stage「心的旅程」公演
- 公演期間：2016年5月20日－2017年6月10日[2][3]
- 出演成员
  - 常规16人演出：陳觀慧、陳思、戴萌、蔣芸、孔肖吟、李宇琪、莫寒、錢蓓婷、邱欣怡、孫芮、吳哲晗、徐晨辰、許佳琪、徐子軒、袁雨楨、張語格
  - 初日演出：陳觀慧、陳思、成珏、戴萌、馮曉菲、蔣芸、孔肖吟、李宇琪、劉力瑋、莫寒、錢蓓婷、沈之琳、吳哲晗、徐晨辰、徐子軒、許佳琪、袁丹妮、袁雨楨
- 分組曲擔當
  - 好友創可貼（戴萌、李宇琪、孙芮（馮曉菲）、徐子轩）
  - 地平線（孔肖吟、錢蓓婷、邱欣怡（沈之琳）、吳哲晗、許佳琪）
  - 下一站是你（陳觀慧、陳思）
  - 新世界（蔣芸、莫寒、張語格（袁丹妮）、袁雨楨）
  - 降落傘（徐晨辰）

## BEJ48 Team B 2nd Stage「心的旅程」公演
- 公演期間：2016年10月2日－2017年4月9日[4]
- 出演成员
  - 常規16人演出：陳美君、段藝璇、馮雪瑩、胡博文、胡曉慧、劉姝賢、牛聰聰、青鈺雯、孫珊、宋思娴、田姝麗、文妍、徐佳丽、夏越、閆明筠、張夢慧
  - 初日演出：陳美君、陳逸菲、段藝璇、馮雪瑩、胡博文、胡曉慧、劉姝賢、牛聰聰、青鈺雯、孫珊、田姝麗、文妍、吳月黎、夏越、閆明筠、張夢慧
- 分組曲擔當
  - 好友創可貼（劉姝賢、牛聰聰、孫珊、張夢慧）
  - 地平線（段藝璇、胡博文、田姝麗、徐佳丽（陳逸菲）、夏越）
  - 下一站是你（馮雪瑩、胡曉慧）
  - 新世界（青鈺雯、宋思娴（吳月黎）、文妍、闫明筠）
  - 降落傘（陳美君）
- 其他：分組曲《新世界》原擔當成员為青钰雯、宋思娴、文妍、熊素君

## GNZ48 Team G 2nd Stage「心的旅程」公演
- 公演期間：2016年10月14日[5]－2017年7月22日
- 出演成员
  - 常規16人演出：陳珂、陳雨琪、高源婧、胡怡莹、黃黎蓉、李沁潔、林嘉佩、劉夢雅、劉筱筱、羅寒月、謝蕾蕾、陽青穎、曾艾佳、張凱祺、張瓊予、周倩玉
  - 初日演出：陳珂、陳雨琪、杜雨微、高源婧、黃黎蓉、李沁潔、林嘉佩、劉夢雅、劉筱筱、羅寒月、向芸、謝蕾蕾、陽青穎、曾艾佳、張凱祺、張瓊予、周倩玉
  - 代役演出：陳桂君（Team Z）、陳梓熒（Team Z）、于珊珊（Team Z）
- 分組曲擔當
  - 好友創可貼（林嘉佩、劉筱筱、羅寒月、曾艾佳）
  - 地平線（胡怡莹（向芸）、李沁潔、謝蕾蕾、陽青穎、周倩玉）
  - 下一站是你（陳雨琪、黃黎蓉）
  - 新世界（高源婧、劉夢雅、張凱祺、張瓊予）
  - 降落傘（陳珂）

## SHY48 Team SIII 1st Stage「心的旅程」公演
- 公演期間：2017年1月12日－2017年6月25日[6][7]
- 出演成员
  - 常规16人演出：陳婧文、馮譯瑩、付紫琪、關思雨、韓家樂、李慧、劉嬌、劉娜、盧天惠、賴梓惜、秦璽、孫敏、王詩蒙、楊允涵、趙佳蕊、朱燕
  - 初日演出：陳婧文、馮譯瑩、付紫琪、關思雨、韓家樂、李慧、劉嬌、劉娜、盧天惠、賴梓惜、南翎璞、秦璽、孫敏、王詩蒙、徐靜妍、楊允涵、趙佳蕊、朱燕
- 分組曲擔當
  - 好友創可貼（賴梓惜、秦璽、孫敏、楊允涵）
  - 地平線（陳婧文、付紫琪、韓家樂、盧天惠、趙佳蕊）
  - 下一站是你（劉嬌、劉娜）
  - 新世界（馮譯瑩、關思雨、李慧、朱燕）
  - 降落傘（王詩蒙）

## SNH48年度金曲大賞各曲最高排名
| 歌曲               | 第3屆  | 第4屆  | 第5届  |
| ------------------ | ------ | ------ | ------ |
| 馬上出發           | 未發表 | 未入選 | 未入选 |
| 好心情             | 未發表 | 未入選 | 未入选 |
| 心的旅程           | 未入選 | 未入選 | 未入选 |
| 時差密碼           | 未入選 | 未入選 | 未入选 |
| 小宇宙             | 未入選 | 未入選 | 未入选 |
| 蒙娜麗莎沒有自拍照 | 未入選 | 未入選 | 未入选 |
| 好友創可貼         | 未入選 | 未入選 | 未入选 |
| 地平線             | 未入選 | 37     | 未入选 |
| 下一站是你         | 22     | 未入選 | 未入选 |
| 新世界             | 未入選 | 未入選 | 未入选 |
| 降落傘             | 42     | 未入選 | 未入选 |
| 狂歡亞馬遜         | 未入選 | 未入選 | 未入选 |
| 羅馬假日           | 未入選 | 未入選 | 未入选 |
| 紐約夢             | 未入選 | 未入選 | 未入选 |
| 月光下             | 未入選 | 未入選 | 未入选 |
| 潮流冠軍           | 未入選 | 未入選 | 未入选 |
| 青春號角           | 未入選 | 未入選 | 未入选 |
| 我的舞臺           | 3      | 未入選 | 未入选 |

## 外部連結
- SNH48 Team SII官方网站的介绍（页面存档备份，存于）
- BEJ48 Team B官方网站的介绍（页面存档备份，存于）
- GNZ48 Team G官方网站的介绍（页面存档备份，存于）